# IC 1699
IC 1699 је ознака објекта на координатама са ректансцензијом 1h 25m 5,6s и деклинацијом + 14° 54" 40'. Открио га је Стефан Жавел, 26. децембра 1897. Каснијим посматрањима на том положају није уочен никакав астрономски објекат.